# لاكلان ولز
لاكلان ولز (بالإنجليزية: Lachlan Wells)‏ هو لاعب كرة قاعدة أسترالي، ولد في 27 فبراير 1997 في نيوكاسل في أستراليا.

## وصلات خارجية
- لاكلان ولز على موقع دوري كرة القاعدة الرئيسي (الإنجليزية)
- لاكلان ولز على موقعبيزبول رفرنس.كوم (الدوري الثانوي) (الإنجليزية)
- لاكلان ولز على موقع إي إس بي إن.كوم (أم.أل.بي) (الإنجليزية)
- لاكلان ولز على موقع مشجعي الرسوم البيانية (الإنجليزية)